# Tilișca
Tilișca é uma comuna romena localizada no distrito de Sibiu, na região histórica da Transilvânia. A comuna possui uma área de 52.77 km² e sua população era de 1584 habitantes segundo o censo de 2007.